# هادی مؤمنی
هادی مومنی (متولد2 آذر ۱۳۳۴)، استاد فیده شطرنج و عضو سابق تیم ملی شطرنج ایران می‌باشد، که در سالهای ۱۳۷۰ و ۱۳۷۲ قهرمان شطرنج ایران شد.
وی در قالب تیم ملی شطرنج ایران، سابقه حضور در مسابقات المپیاد شطرنج در سال ۱۹۹۰ را دارد.
او در سال ۱۹۹۲ و از سوی فدراسیون جهانی شطرنج به درجه استاد فیده شطرنج رسید.